# Aegyptobia allionia
Aegyptobia allionia är en spindeldjursart som beskrevs av Baker, Tuttle och Abbatiello 1975. Aegyptobia allionia ingår i släktet Aegyptobia och familjen Tenuipalpidae. Inga underarter finns listade i Catalogue of Life.